# Azione (Partei)
Azione (italienisch für „Aktion, Tat, Handlung“) ist eine liberale und pro-europäische Partei der politischen Mitte in Italien. Sie wurde 2019 von Carlo Calenda und Matteo Richetti gegründet. Zur Parlamentswahl 2022 trat sie im Bündnis mit Matteo Renzis Partei Italia Viva an.

## Vorgeschichte und Gründung
Der frühere Ferrari- und Sky-Italia-Manager Carlo Calenda, ein Vertrauter von Luca Cordero di Montezemolo, wechselte 2013 als Mitglied von Mario Montis Partei Scelta Civica in die Politik. Er war Vizeminister für Außenhandel und ständiger Vertreter Italiens bei der EU, 2016 wurde er Minister für wirtschaftliche Entwicklung in Matteo Renzis Regierung und behielt diesen Posten auch im Kabinett Gentiloni bis 2018. Nach der Parlamentswahl im März 2018 trat er der von Renzi geführten Mitte-links-Sammelpartei Partito Democratico bei. Angesichts des Erstarkens populistischer Kräfte wie der 5-Sterne-Bewegung, der Lega und Fratelli d’Italia initiierte Calenda im Januar 2019 das Manifest Siamo Europei („Wir sind Europäer“), mit dem er pro-europäische und reformorientierte Kräfte sammeln wollte. Seine Gruppierung blieb zunächst mit der PD verbunden und trat mit dieser zusammen bei der Europawahl 2019 an, bei der Calenda ins Europäische Parlament einzog.
Als die Koalition zwischen 5-Sterne-Bewegung und Lega im August 2019 zerbrach und stattdessen die PD an der Seite der 5-Sterne-Bewegung in die Regierung Giuseppe Contes eintrat, verließ Calenda wie auch der Senator Matteo Richetti die PD. Sie bereiteten die Gründung einer eigenen Partei vor, die am 21. November 2019 unter dem Namen Azione erfolgte. Der Name nimmt Bezug sowohl auf die historische Partito d’Azione (Aktionspartei) Giuseppe Mazzinis, die während des Risorgimento im 19. Jahrhundert für ein geeintes, republikanisches Italien eintrat, als auch auf die liberal-sozialistische Partito d’Azione der 1940er-Jahre, die aus antifaschistischen Widerstandsgruppen hervorging. An der Gründung beteiligten sich auch der pensionierte Luftwaffengeneral Vincenzo Camporini, der Modeunternehmer Luciano Cimmino (Yamamay), die Historikerin Emma Fattorini sowie der Arzt und Hygieniker Walter Ricciardi.

## Weitere Entwicklung

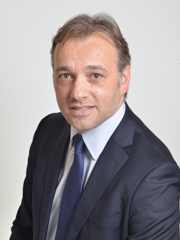
Parteipräsident Matteo Richetti (2018)

Ab November 2020 bildete Azione ein Bündnis mit der ebenfalls pro-europäischen und liberalen Più Europa, die Abgeordneten und Senatoren beider Parteien saßen anschließend jeweils in einer gemeinsamen Parlamentariergruppe, die gegen die Regierung Conte II opponierte. Azione unterstützte die im Februar 2021 gebildete Regierung Mario Draghis, war aber selbst nicht im Kabinett vertreten. Bei der Kommunalwahl im Oktober 2021 bewarb sich Carlo Calenda um das Bürgermeisteramt in der Hauptstadt Rom, mit 19,8 Prozent der Stimmen kam er auf den dritten Platz. Im Europäischen Parlament wechselte Calenda im November 2021 von der sozialdemokratischen S&D-Fraktion in die liberale Fraktion Renew Europe, wo er bis zu seiner Mandatsniederlegung im Oktober 2022 verblieb. Im Januar 2022 intensivierten Azione und Più Europa ihr Bündnis und kündigten eine politische Föderation beider Parteien an. Im Monat darauf hielt Azione ihren ersten Parteitag in Rom ab. Matteo Richetti wurde zum presidente (formeller Vorsitzender), Carlo Calenda zum segretario (operativer Parteichef) gewählt.
Die Regierung Draghi wurde im Juli 2022 durch ein Misstrauensvotum gestürzt. Anschließend wechselte eine Reihe von Politikern von Silvio Berlusconis Mitte-rechts-Partei Forza Italia, die am Sturz Draghis beteiligt war, zur Azione, die Draghis Politik weiterhin unterstützte. Die prominentesten darunter waren die Ministerinnen Mara Carfagna und Mariastella Gelmini. Im Vorfeld der Parlamentswahlen im September 2022 strebte Azione zunächst eine gemeinsame Kandidatur mit Più Europa im Rahmen eines Mitte-links-Bündnisses mit der Partito Democratico an. Die PD unter Enrico Letta wollte jedoch darüber hinaus die Allianz der Grünen und Linken sowie die Partei Insieme per il futuro von Luigi Di Maio (eine Abspaltung von der 5-Sterne-Bewegung) in das Bündnis aufnehmen, was Carlo Calenda kategorisch ablehnte. Sieben Wochen vor der Wahl trennte sich Azione daraufhin vom Mitte-links-Bündnis und damit auch von ihrem engsten Bündnispartner Più Europa.
Stattdessen stellte sie gemeinsame Listen mit Matteo Renzis Mitte-Partei Italia Viva (einer Abspaltung von der PD) auf. Dieses Bündnis erhielt landesweit 7,8 Prozent der Stimmen und zog mit 21 Abgeordneten und 9 Senatoren ins italienische Parlament ein. Davon gingen 12 Sitze in der Abgeordnetenkammer und 4 im Senat an Mitglieder der Azione. Die Partei ist seither Teil der Opposition gegen die rechte Regierung Giorgia Melonis.